# Salvatore Torquato
Salvatore Torquato é um físico teórico.
Seu trabalho é aplicado uma variedade de campos, incluindo física, química, matemática pura e aplicada, ciência dos materiais, engenharia e biologia física.
É professor de química e membro do Instituto de Ciência e Tecnologia dos Materiais da Universidade de Princeton.

## Publicações selecionadas
- Torquato, S.; Lu, B.; Rubinstein, J. (1990). «Nearest-Neighbor Distribution Functions in Many-Body Systems». Physical Review A. 41. 2059 páginas
- Sigmund, O.; Torquato, S. (1997). «Design of Materials with Extreme Thermal Expansion using a Three-Phase Topology Optimization Method». Journal of the Mechanics and Physics of Solids. 45. 1037 páginas
- Yeong, C. L. Y.; Torquato, S. (1998). «Reconstructing Random Media». Physical Review E. 57. 495 páginas
- Kansal, A. R.; Torquato, S.; Harsh, G. R.; Chiocca, E. A.; Deisboeck, T. S. (2000). «Simulated Brain Tumor Growth using a Three-Dimensional Cellular Automaton». Journal of Theoretical Biology. 203. 367 páginas
- Torquato, S.; Truskett, T. M.; Debenedetti, P. G. (2000). «Is Random Close Packing of Spheres Well Defined?». Physical Review Letters. 84. 2064 páginas
- Torquato, S. (2002). Random Heterogeneous Materials: Microstructure and Macroscopic Properties. New-York: Springer-Verlag
- Torquato, S.; Stillinger, F. H. (2003). «Local Density Fluctualtions, Hyperuniform Systems, and Order Metrics». Physical Review E. 68. 041113 páginas
- Donev, A.; Cisse, I.; Sachs, D.; Variano, E. A.; Stillinger, F. H.; Connelly, R.; Torquato, S.; Chaikin, P. M. (2004). «Improving the Density of Jammed Disordered Packings using Ellipsoids». Science. 303: 990-993
- Torquato, S.; Stillinger, F. H. (2006). «New Conjectural Lower Bounds on the Optimal Density of Sphere Packings». Experimental Mathematics. 15. 307 páginas
- Torquato, S.; Jiao, Y. (2009). «Dense Packings of the Platonic and Archimedean Solids». Nature. 460. 876 páginas
- Torquato, S. (2009). «Inverse Optimization Techniques for Targeted Self-Assembly». Soft Matter. 5. 1157 páginas
- Florescu, M.; Torquato, S.; Steinhardt, P. J. (2009). «Designer Disordered Materials with Large, Complete Photonic Band Gaps». Proceedings of the National Academy of Sciences. 106. 20658 páginas
- Marcotte, É.; Stillinger, F. H.; Torquato, S. (2013). «Nonequilibrium Static Growing Length Scales in Supercooled Liquids on Approaching the Glass Transition». Journal of Chemical Physics. 138: 12A508[ligação inativa]